# Монастырь Святого Варфоломея
Монастырь Святого Варфоломея (арм. Սուրբ Բարդուղիմեոսի վանք, также известный как Дейр, арм. Դեյր վանք и арм. Դհեր վանք) — армянский монастырский комплекс, основанный в XIII веке (по другим данным гораздо ранее), расположенный в селе Альбайрак в районе Башкале провинции Ван Турции. 

## История
По одной из версии, монастырь был основан царем Санатруком I (II век) на месте, которое считается возможным расположением могилы апостола Варфоломея. По другой версии, монастырь был основан в IV веке святым Григорием Просветителем.
Упоминание монастыря датируется первой половиной X века под именем пустыни Аше (Ашо Анабад) или монастыря Ашад (Ашада ванк ), а затем в 1316 году под именем Святого Варфоломея. 
Монастырь был одним из главных престолов Армянской Церкви: его настоятели, носившие титул архиепископа, были предстоятелями Агпагской епархии. В монастыре был и собственный скрипторий. Во времена настоятеля и великого церковного врача Кириака (Гирагоса, † 1457 г.) в нём проживало около тридцати монахов. 
Здания были перестроены или восстанавливались в 1755 и 1878 годах. В 1960-х годах монастырь был частично разрушен турецкой армией с помощью взрывчатки в рамках проводимой политики уничтожения армянского культурного наследия.
Корреспондент турецкого информационного агентства «Dicle» Сельман Келешэ рассказал в своей статье об истории этого армянского монастыря. Он отмечает, что монастырь на протяжении долгого времени находился в военной зоне и разрушался турецкими военнослужащими. С целью отыскать сокровища они огородили окрестность церкви забором и тем самым повредили настенные изображения.
«В течение долгих лет в окрестности монастыря, расположенного в военной зоне, военнослужащие рыли окопы, а внутри них справляли свои естественные нужды», – говорится в статье. Как отмечает автор, армянский монастырь Св. Варфоломея, который представляет собой историко-культурный памятник, и сейчас находится в заброшенном и разрушенном состоянии. Никакой работы с целью сохранения и восстановления церкви властями Турции не осуществляется. В 2011 году администрация губернатора области объявила о планах на восстановление монастыря, но за прошедшие десять лет это якобы принятое решение так и не было выполнено.

## Устройство комплекса
Монастырский комплекс состоял из церкви крестово-купольной формы, типология которой связывает ее с постройками XIII и XIV веков. Церковь, весьма вероятно, стоит на месте раннехристианской базилики. Прямо к западу от церкви простирается притвор с восемью зацепленными колоннами, поддерживающими четыре пересекающиеся арки. Комплекс также включает общие постройки, сгруппированные к западу от притвора: конюшни, овчарни, сеновал в первом дворе; жилые помещения, кладовая, канцелярия казначея во втором. К северу, за стенами располагался дом, в котором когда-то находилась школа. Также монастырю принадлежали пашни, пастбища и леса.

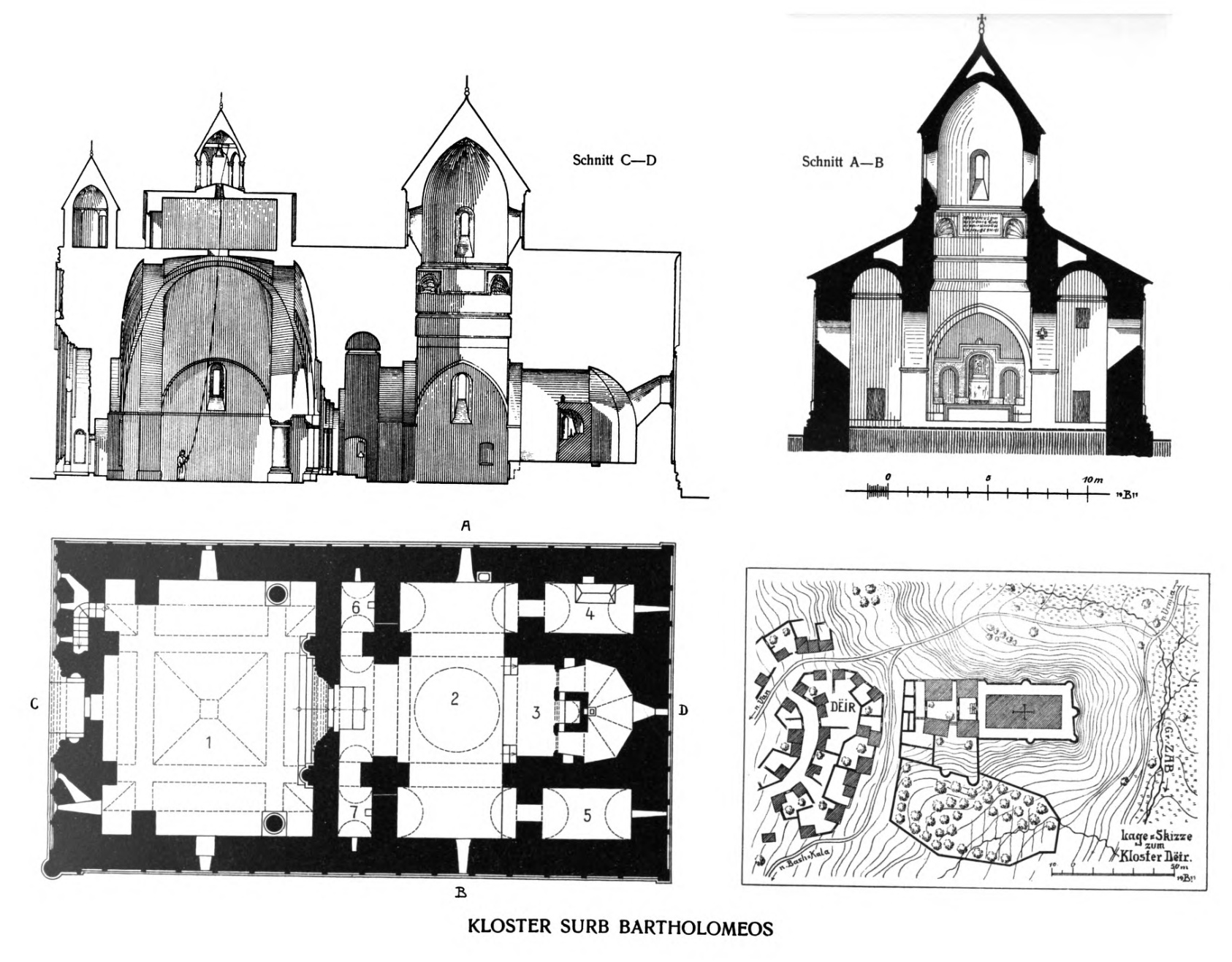

## Галерея

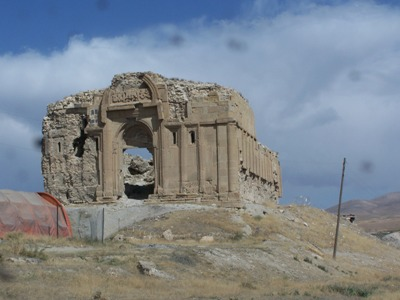
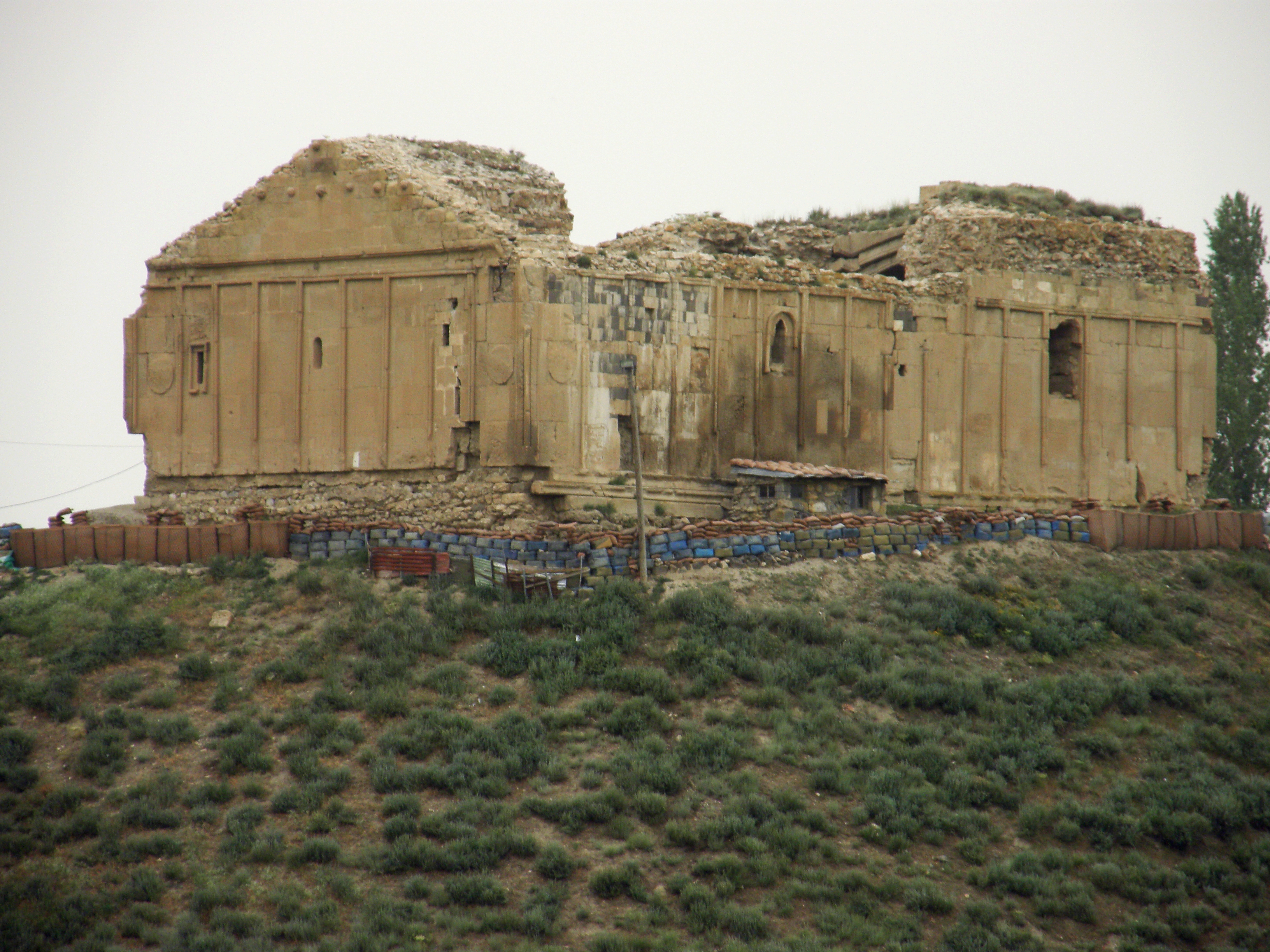
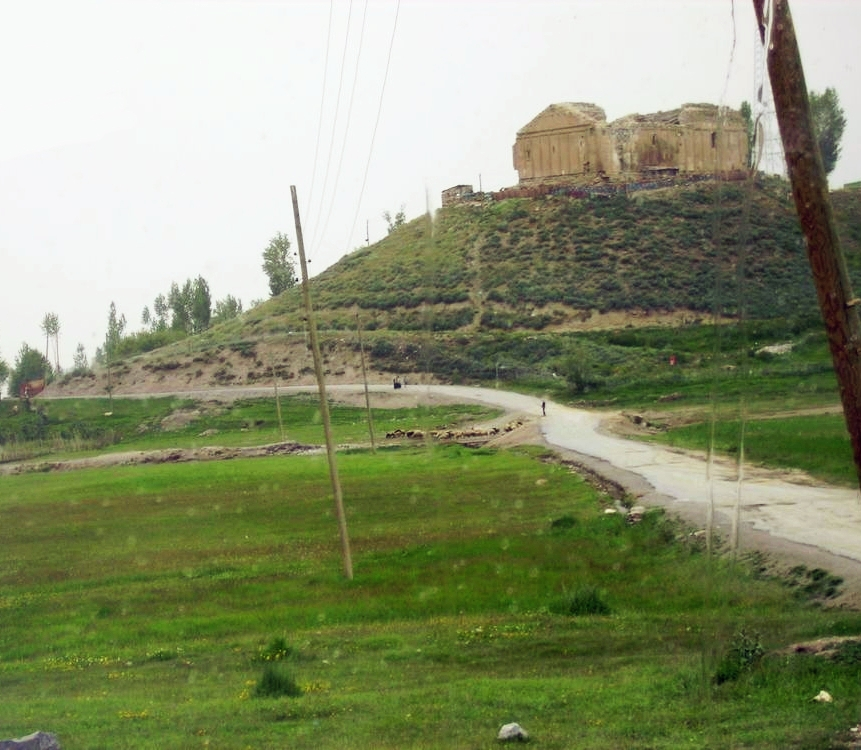
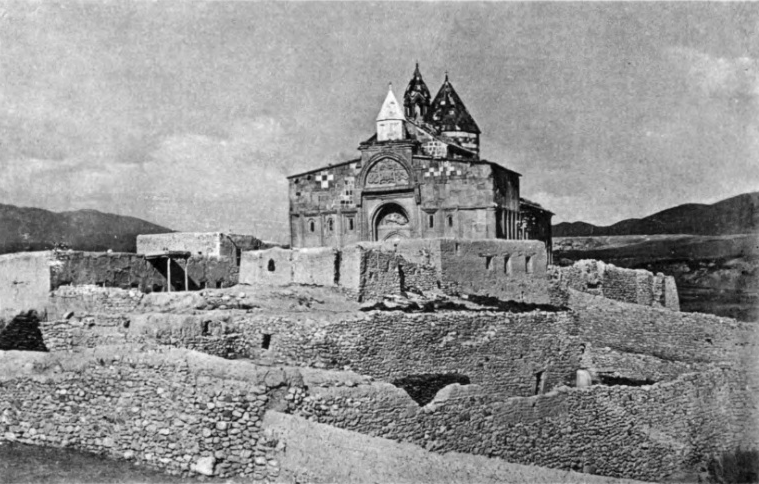
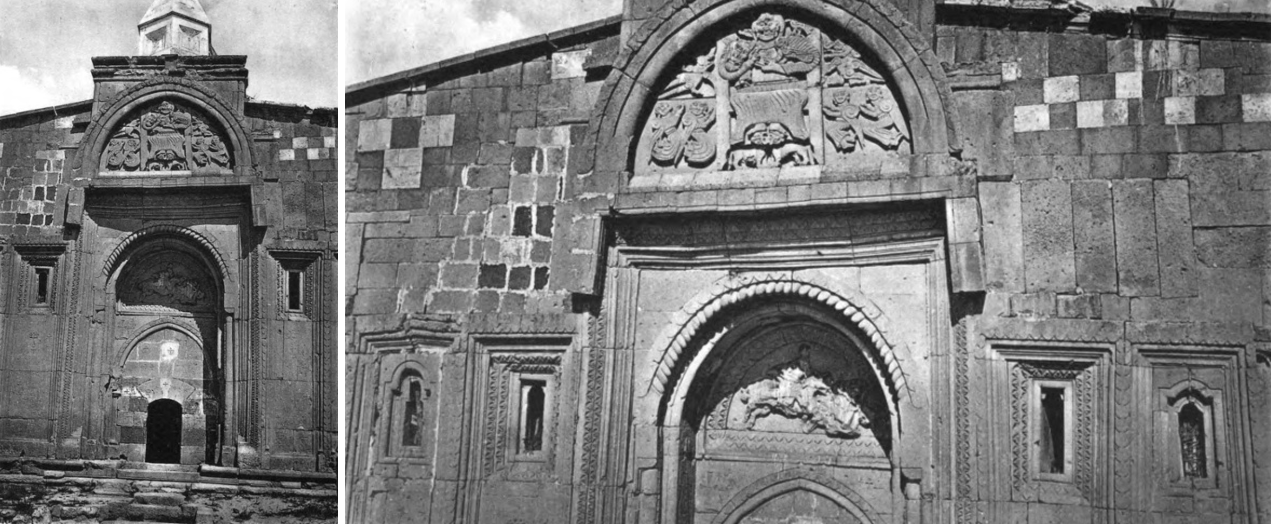
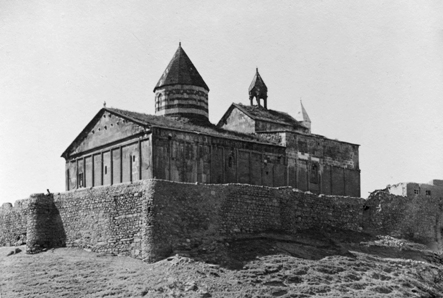
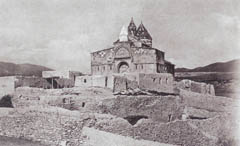